# Urban Gottfried Bucher
Urban Gottfried Bucher (* 8. August 1679 in Frauenhain; begraben zwischen 23. und 26. Juli 1724 in Dresden) war ein sächsischer Arzt und Medizintheoretiker.

## Leben
Der Sohn des evangelischen Pfarrers Christoph Friedrich Bucher (1651–1716) und dessen erster Ehefrau Maria Dorothea Besser (1662–1688) studierte ab 10. Juni 1699 an der Leucorea in Wittenberg Medizin und wurde 1700 mit einer Schrift über Katalepsie promoviert. 1707 wurde er in Halle (Saale) bei Friedrich Hoffmann erneut promoviert.
Buchers 1713 anonym veröffentlichter Brief-Wechsel vom Wesen der Seelen gilt als der „wichtigste Beitrag der deutschen Freidenker zur Kritik an der spiritualistischen Rationalpsychologie. Der im ‚Brief-Wechsel‘ entworfene Standpunkt ist ein aus medizinischen und philosophischen Quellen (u. a. Hobbes) gespeister Materialismus, auf dessen Grundlage auch eine sensualistische Erkenntnistheorie skizziert wird.“
Bucher war Leibarzt des sächsischen Statthalters Anton Egon von Fürstenberg-Heiligenberg und gehörte einer am 27. März 1720 in Dresden eingesetzten Untersuchungskommission an, die das sogenannte „Hexenfieber“ (auch „Annaberger Krankheit“ genannt) im sächsischen Ort Annaberg aufklären sollte.

## Familie
Der Wittenberger Altertumswissenschaftler Samuel Friedrich Bucher (1692–1765) war eines seiner jüngeren Halbgeschwister.

## Werke
- Dissertatio medica de catalepsi, Wittenberg 1700.
- Zweyer Guten Freunde vertrauter Brief-Wechsel vom Wesen der Seelen. Sammt eines Anonymi lustigen Vorrede. Haag, 1713, und Amsterdam, 1723. Online-Ressource zuletzt abgerufen am 1. November 2022.
- Der Ursprung der Donau in der Landgrafschaft Fürstenberg samt des Landes Beschaffen- und Vermögenheit untersuchet und mit andern hierzu dienenden Physicalischen Anmerckungen auch einigen ökonomischen Reflexionen vorgestellet. Nürnberg/Altdorf, 1720. Online-Ressource zuletzt abgerufen am 1. November 2022.
- Das Muster eines Nuetzlich-Gelehrten in der Person Herrn Dr. Johann Joachim Bechers, nach seinem philosophischen, mathematischen, physicalischen, politischen, und moralischen Schriften beurtheilt und nebst seinem Lebens-Lauf vorgestellt. Nürnberg/Altdorf, 1722. Online-Ressource zuletzt abgerufen am 1. November 2022.
- Sachßen-Landes Natur-Historie, oder Beschreibung der Natürlichen Beschaffenheit und Vermögenheit der zu Sachßen gehörigen Provinzen. Dresden, 1723. Darin auch zum „Hexenfieber“:  Von dem Ausgange des Annabergischen Hexen-Wesens, S. 55–80. Online-Ressource zuletzt abgerufen am 1. November 2022.